# Lijst van beschermd erfgoed in Braives
Onderstaande tabel geeft een overzicht van de beschermde erfgoederen in de gemeente Braives. Het beschermd erfgoed maakt onderdeel uit van het cultureel erfgoed in België.
| Object | Bouwjaar/architect | Deelgemeente     | Adres                                   | Coördinaten                   | Nummer?                | Afbeelding |
| --- | ------------------ | ---------------- | --------------------------------------- | ----------------------------- | ---------------------- | --- |
| Terrein naast de Romeinse weg, met votiefsteen en drie oude iepen (S) |                    | Braives          | Chaussée Romaine                        | 50° 38' 10" NB, 5° 8' 41" OL  | 64015-CLT-0001-01 Info | Terrein naast de Romeinse weg, met votiefsteen en drie oude iepen (S) |
| Tumulus van Avennes (M, PEX) omgeving (S) |                    | Avennes          | Rue de la Tombe                         | 50° 38' 4" NB, 5° 7' 41" OL   | 64015-CLT-0003-01 Info | Tumulus van Avennes (M, PEX) omgeving (S) |
| Smidse, bijgebouw van de heerlijke hoeve van Pitet (M) |                    | Fallais          | Rue Alice de Donnea (Pitet)             | 50° 36' 1" NB, 5° 11' 2" OL   | 64015-CLT-0004-01 Info | Smidse, bijgebouw van de heerlijke hoeve van Pitet (M) |
| Prieel van Pitet (S) |                    | Fallais          | Rue Alice de Donnea (Pitet)             | 50° 36' 7" NB, 5° 10' 54" OL  | 64015-CLT-0005-01 Info | Prieel van Pitet (S) |
| Site van Mont-Saint-Sauveur (S) |                    | Fallais          | Rue Saint-Sauveur (Pitet)               | 50° 36' 11" NB, 5° 11' 12" OL | 64015-CLT-0006-01 Info | Site van Mont-Saint-Sauveur (S) |
| Koor van de Sint-Martinuskerk (M) |                    | Avennes          | Rue de la Justice de Paix               | 50° 37' 44" NB, 5° 6' 55" OL  | 64015-CLT-0007-01 Info | Koor van de Sint-Martinuskerk (M) |
| Hoofdgebouw van de cijnshoeve (M) |                    | Fumal            | Rue de la Vieille Cense 5               | 50° 35' 15" NB, 5° 11' 14" OL | 64015-CLT-0008-01 Info | Hoofdgebouw van de cijnshoeve (M) |
| Orgel Sint-Martinuskerk (M) |                    | Fumal            | Rue de la Vieille Cense                 | 50° 35' 13" NB, 5° 11' 5" OL  | 64015-CLT-0009-01 Info | |
| Sint-Martinuskerk en kasteel van Fumal (S) |                    | Fumal            | Rue de la Vieille Cense                 | 50° 35' 17" NB, 5° 10' 58" OL | 64015-CLT-0010-01 Info | Sint-Martinuskerk en kasteel van Fumal (S) |
| Het koor en de zuilen van het schip van de Sint-Desideriuskerk (M) |                    | Latinne          | Rue du Pont                             | 50° 37' 23" NB, 5° 9' 26" OL  | 64015-CLT-0011-01 Info | Het koor en de zuilen van het schip van de Sint-Desideriuskerk (M) |
| Tombe van Yve (M) tumulus en omgeving (S) |                    | Latinne          | Rue du Tumulus                          | 50° 36' 21" NB, 5° 8' 31" OL  | 64015-CLT-0012-01 Info | Tombe van Yve (M)tumulus en omgeving (S) |
| Parochiekerk H. Annuntiatie: hoogaltaar, twee schilderijen boven de sacristiedeuren, wijwatervat van 1668, twee grafstenen in de portiek (M)                                     |                    | Ville-en-Hesbaye | Rue de la Motte                         | 50° 37' 0" NB, 5° 6' 54" OL   | 64015-CLT-0013-01 Info | |
| Ruïnes van de kapel van Mont-Saint-Sauveur |                    | Fallais          | Pitet                                   | 50° 36' 11" NB, 5° 11' 18" OL | 64015-CLT-0014-01 Info | Ruïnes van de kapel van Mont-Saint-Sauveur |
| Watermolen "le Stwerdu", met twee molenstenen (M) ensemble van de molen en omgeving (S)                                                                                          |                    | Fallais          | Rue de l'Église                         | 50° 36' 32" NB, 5° 10' 22" OL | 64015-CLT-0015-01 Info | Watermolen "le Stwerdu", met twee molenstenen (M) ensemble van de molen en omgeving (S)                                                                                          |
| Voormalig gerechtsgebouw van de vrije heerlijkheid Hosdent (M) |                    | Latinne          | Place de la Cour de Justice 2 (Hosdent) | 50° 36' 58" NB, 5° 9' 44" OL  | 64015-CLT-0016-01 Info | Voormalig gerechtsgebouw van de vrije heerlijkheid Hosdent (M) |
| Kasteel van Fallais: poortgebouw, ensemble van de duiventoren "tour Grignard" met het gebinte van van 1757 en de toegangsbrug (M) ensemble van het kasteel en diens omgeving (S) |                    | Fallais          | Rue du Château                          | 50° 36' 29" NB, 5° 10' 15" OL | 64015-CLT-0017-01 Info | Kasteel van Fallais: poortgebouw, ensemble van de duiventoren "tour Grignard" met het gebinte van van 1757 en de toegangsbrug (M) ensemble van het kasteel en diens omgeving (S) |
| Orgel Onze-Lieve-Vrouwekerk (M) |                    | Fallais          | Rue de l'Église                         | 50° 36' 36" NB, 5° 10' 16" OL | 64015-CLT-0019-01 Info | |